# Koreai betűzési ábécé
A koreai betűzési ábécé (한국어 표준 음성 기호, hangugo phjodzsun umszong kiho (hangugeo pyojun eumseong giho); vagy 한글 통화표, hangul thonghvaphjo (hangeul tonghwapyo)) a nemzetközi NATO fonetikus ábécéhez hasonló betűzési ábécé a koreai nyelvben.

## Az ábécé
| Mássalhangzók | Mássalhangzók                   | Mássalhangzók | Mássalhangzók                | Mássalhangzók | Mássalhangzók               | Mássalhangzók | Mássalhangzók               | Mássalhangzók | Mássalhangzók                 |
| ------------- | ------------------------------- | ------------- | ---------------------------- | ------------- | --------------------------- | ------------- | --------------------------- | ------------- | ----------------------------- |
| ㄱ            | 기러기 kirogi (gireogi)         | ㄴ            | 나폴리 Napholli (Napolli)    | ㄷ            | 도라지 toradzsi (doraji)    | ㄹ            | 로마 Roma                   | ㅁ            | 미나리 minari                 |
| ㅂ            | 바가지 pagadzsi (bagaji)        | ㅅ            | 서울 Szoul (Seoul)           | ㅇ            | 잉어 ingo (ingeo)           | ㅈ            | 지게 csige (jige)           | ㅊ            | 치마 cshima (chima)           |
| ㅋ            | 키다리 khidari (kidari)         | ㅌ            | 통신 thongsin (tongsin)      | ㅍ            | 파고다 phagoda (pagoda)     | ㅎ            | 한강 Hangang                |               |                               |
| Magánhangzók  |                                 |               |                              |               |                             |               |                             |               |                               |
| ㅏ            | 아버지 abodzsi (abeoji)         | ㅑ            | 야자수 jadzsasu (yajasu)     | ㅓ            | 어머니 omoni (eomoni)       | ㅕ            | 연못 jonmot (yeonmot)       | ㅗ            | 오징어 odzsingo (eojingeo)    |
| ㅛ            | 요지경 jodzsigjong (yojigyeong) | ㅜ            | 우편 uphjon (upyeon)         | ㅠ            | 유달산 Judalszan (Yudalsan) | ㅡ            | 은방울 unbangul (eunbangul) | ㅣ            | 이순신 I Szunsin (Yi Sun-sin) |
| ㅐ            | 앵무새 engmusze (aengmusae)     | ㅔ            | 엑스레이 ekszurei (ekseurei) |               |                             |               |                             |               |                               |
| Számok        |                                 |               |                              |               |                             |               |                             |               |                               |
| 1             | 하나 hana                       | 2             | 둘 tul (dul)                 | 3             | 삼 szam (sam)               | 4             | 넷 net                      | 5             | 오 o                          |
| 6             | 여섯 joszot (yeoseot)           | 7             | 칠 cshil (chil)              | 8             | 팔 phal (pal)               | 9             | 아홉 ahop (aheop)           | 0             | 공 kong (gong)                |